# HD 65273
HD 65273，又名CP-56 1468，SAO 235615、HR 3105，是一颗恒星，视星等为5.63，位于銀經270.45，銀緯-14.61，其B1900.0坐标为赤經7h 52m 48.9s，赤緯-57° -14.61′ 18″。